# (1293) Sonja
(1293) Sonja ist ein Asteroid des zwischen den Planetenbahnen von Mars und Jupiter verlaufenden Hauptgürtels. Sonja wurde am 26. September 1933 vom belgischen Astronomen Eugène Joseph Delporte an der Königlichen Sternwarte in Ukkel (Brüssel) entdeckt. 
Der Asteroid wurde auf Vorschlag des Bahnberechners benannt; die Herleitung des Namens ist nicht bekannt.